# Kartbåda
Kartbåda är en ö i Finland. Den ligger i Norra Östersjön och i kommunen Kimitoön i den ekonomiska regionen  Åboland i landskapet Egentliga Finland, i den sydvästra delen av landet. Ön ligger omkring 80 kilometer söder om Åbo och omkring 170 kilometer väster om Helsingfors. Kartbåda ligger 4 meter över havet.
Öns area är 0,3 hektar och dess största längd är 90 meter i öst-västlig riktning. Det finns inga samhällen i närheten.